# アイダー川
アイダー川（アイダーがわ、独: Eider、丁: Ejderen、羅: Egdor or Egdore）は、ドイツのシュレースヴィヒ＝ホルシュタイン州で最長の川である。水源はボルデスホルムの近郊で、バルト海沿岸キールの南西郊外で西に流れを変え、北海に注ぐ。アイダー川の中流部を利用してキール運河が設けられている。
アイダー川は、ボルデスホルム、キール、レンツブルク、フリードリヒシュタット、テニングの町を流れ、テニング近郊で北海に注ぐ。河口に形成された三角江には干潟と汽水域があり、河口には防潮水門が設けられている。
中世初期には、アイダー川がゲルマン系のジュート人とアングル人の境界になっていたものと考えられている。彼らはサクソン人と共にこの地域から北海を越えてブリテン島に渡った。1076年のブレーメンのアダムによる記録では、中世盛期にはアイダー川がサクソン人とデーン人の境界になっていた。また、何世紀もの間、デンマークと神聖ローマ帝国の境界にもなっていた。現在は、ドイツのシュレースヴィヒ＝ホルシュタイン州の北部と南部、シュレースヴィヒとホルシュタインの境界になっている。